# Isoda Koryusai
Isoda Koryusai (礒田湖龍斎) (1735-1790) était un artiste japonais d'estampe ukiyo-e, actif d'environ 1764 à 1788. 

## Biographie
Les détails de sa vie font débat. Il venait apparemment d'une famille de samouraï, comme plus tard Eishi. Selon une théorie, il devint un rōnin et fut contraint à se tourner vers les arts, mais selon une autre, c'est volontairement qu'il cessa la vie de samurai pour se consacrer à l'art. En 1781 il reçut le titre d'Hokkyo pour son talent et ses réalisations. Qu'un tel honneur lui ait été conféré est un des rares points sur lesquels l'ensemble des historiens semblent d'accord. 
Certains pensent qu'il fut élève de Harunobu, mais ceci ne fait pas l'unanimité, même si le style de sa jeunesse est fort proche de celui de Harunobu. 
Ceci est tout particulièrement vrai des estampes réalisées au début de sa carrière sous le nom d'artiste de Haruhino, pratiquement impossibles à distinguer de celles de Harunobu.

## Œuvre
Le style de Koryusai ne se distingua vraiment de celui de Harunobu qu'à partir de 1772 dans une série intitulée Nouveaux motifs pour les jeunes pousses, consacrée à la description des vêtements portés par les courtisanes. Le choix d'un format plus large, dit oban, lié à la représentation de silhouettes plus amples, confère une réelle monumentalité à ces figures qui investissent progressivement toute la surface de l'estampe :
- La Courtisane Someyama de la maison Oebiya (1776), nishiki-e, impression polychrome, musée Guimet[3].

On conserve de lui un certain nombre d'estampes, mais très peu de peintures. 
Malgré cela, il fut un artiste prolifique. Ses sujets allaient des vertus confucianistes aux oiseaux, aux plantes, sans oublier de nombreuses estampes érotiques (shunga).
- Oiseau Myna perché sur la branche d'un arbre en fleurs (vers 1770), Nishiki-e (gravure sur bois en couleur), 26 × 14 cm, bibliothèque de l'université de Princeton[4]
- Fabrication d'ornements pour la fête de Tanabata (vers 1773), Gravure sur bois; encre et couleur sur papier, 26 × 19 cm, Metropolitan Museum of Art[5]
- Temps clair: La Courtisane Azumado des Naka-Ōmiya (Huit vues de femmes célèbres des quartiers du plaisir) (1773-1775), Gravure sur bois en couleur, 24 × 18 cm, Musée d'Art du comté de Los Angeles[6]
- La Courtisane Somenosuke de Matsuba-ya (1775-1776), 1 tirage: gravure sur bois, couleur, 38 × 25 cm, Library of Congress[7]
- La Courtisane Kinshū de Yotsumei-ya (1775-1777), gravure sur bois, couleur, 38 × 26 cm, Library of Congress[8]
- Courtisane jouant du Samisen (v. 1785), Parchemin suspendu ; encre et or sur soie, 39 × 49 cm, musée d'Art Kimbell[9]
- Fuji-mi Saigyo, Gravure sur bois; encre et couleur sur papier, 25 × 18 cm, Metropolitan Museum of Art[10]

Estampes de Koryusai
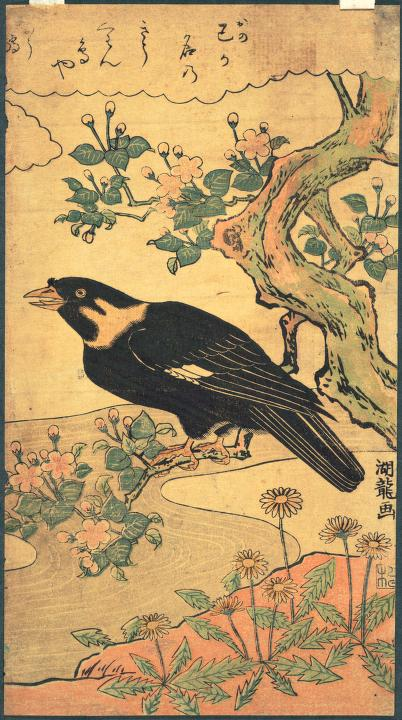
Oiseau Myna perché (vers 1770) Bibliothèque de l'université de Princeton
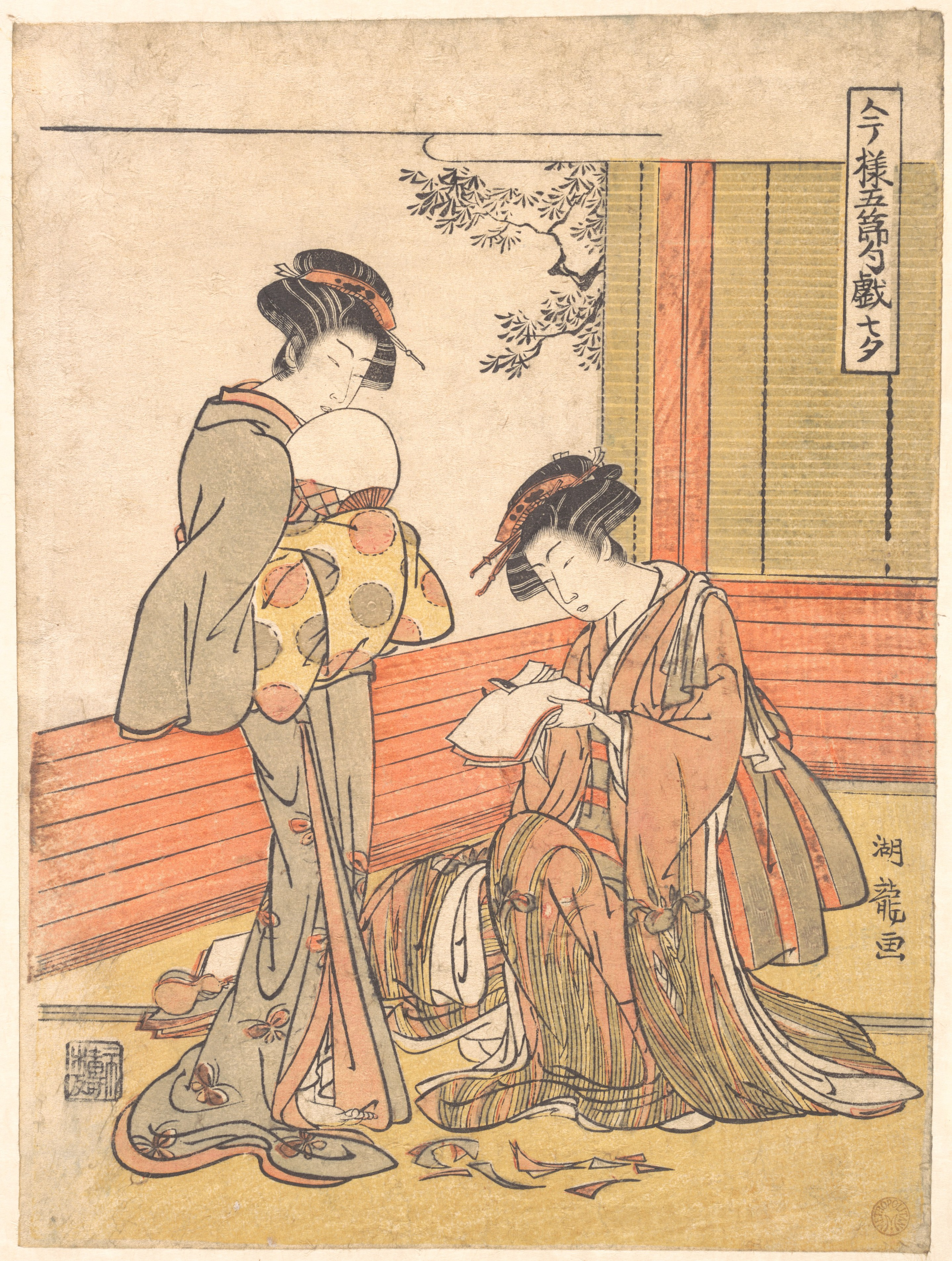
Fabrication d'ornements pour la fête de Tanabata (vers 1773) Metropolitan Museum of Art
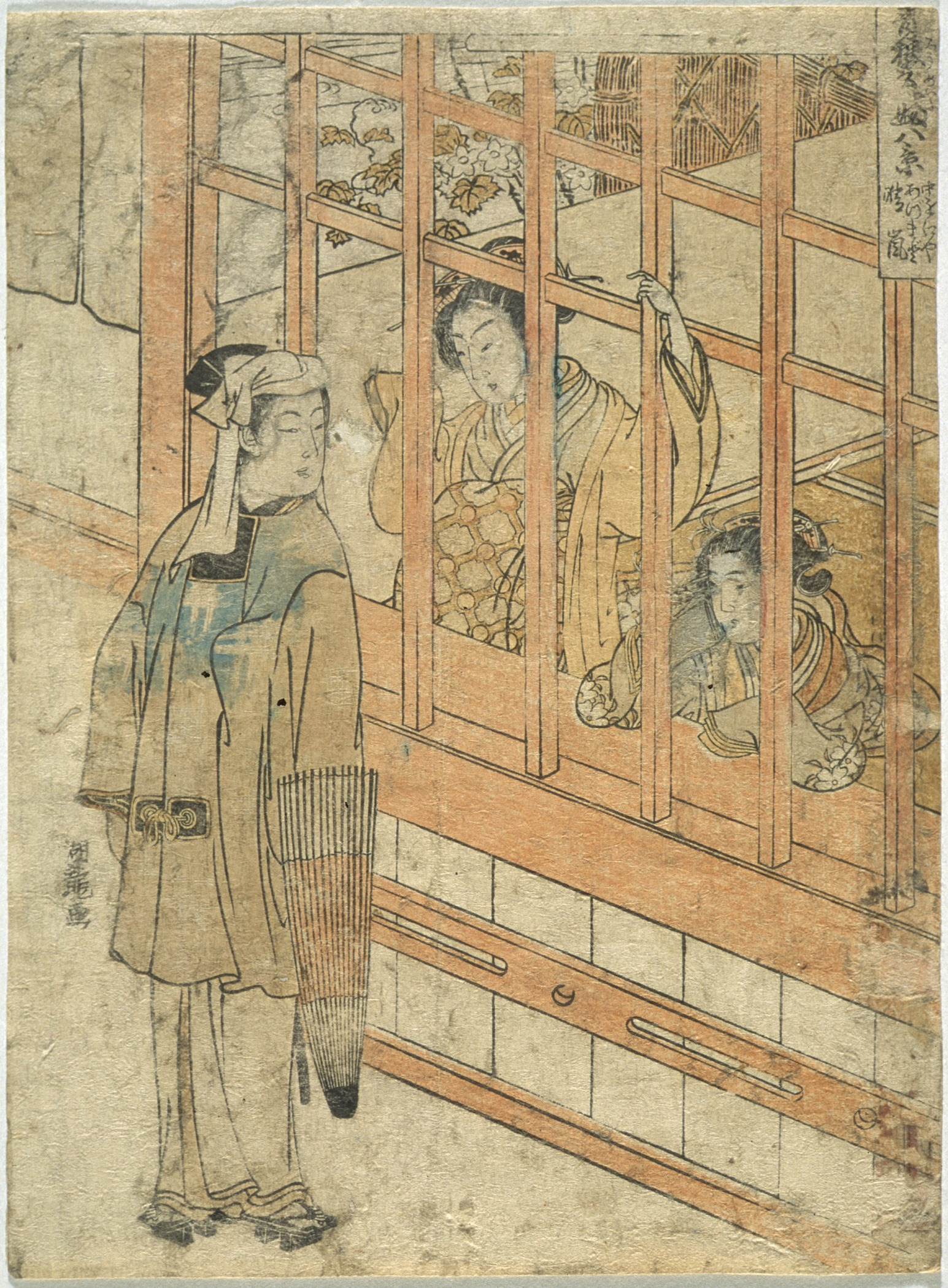
La Courtisane Azumado des Naka-Ōmiya  (1773-1775) LACMA
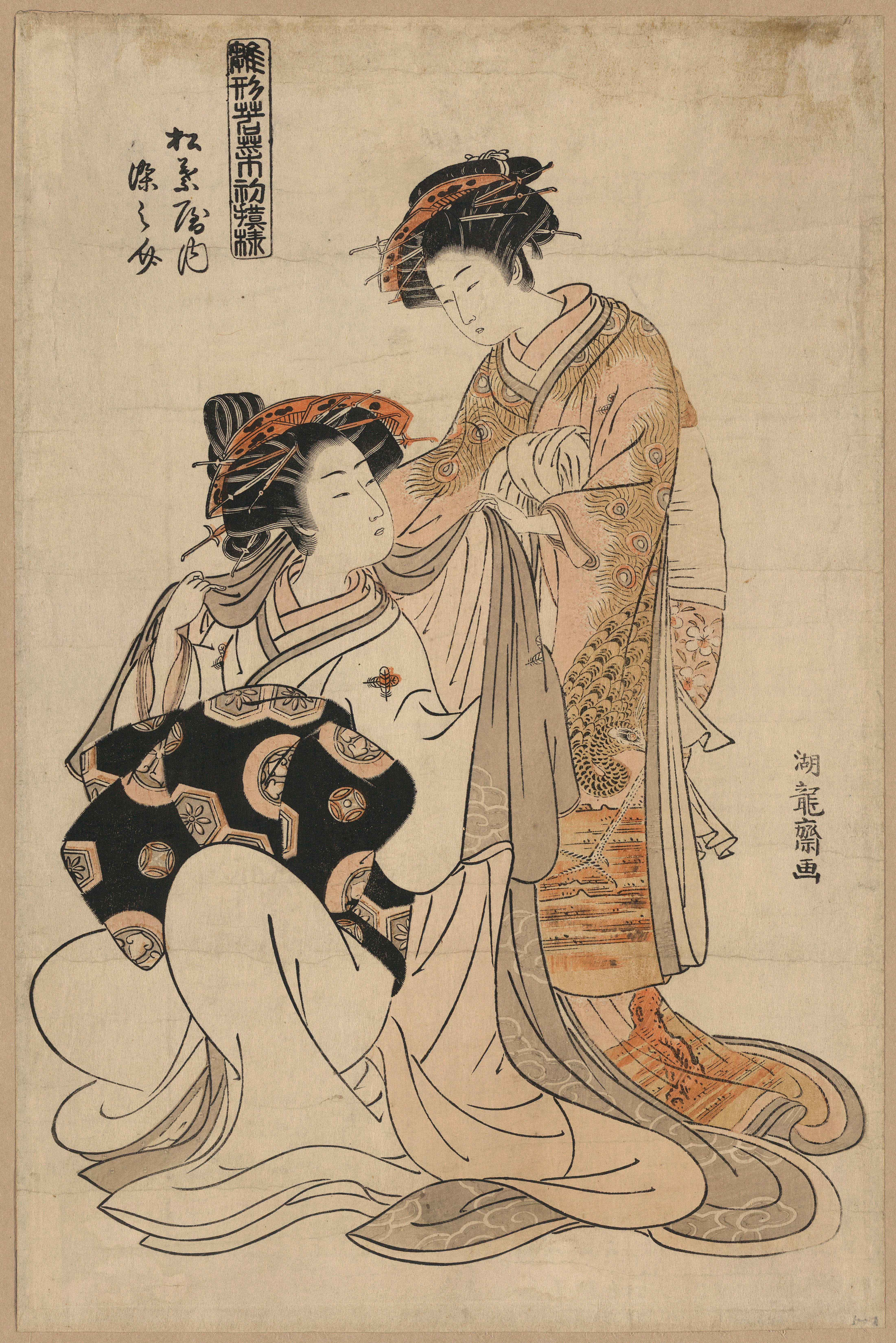
La Courtisane Somenosuke de Matsuba-ya (1775-1776) Library of Congress
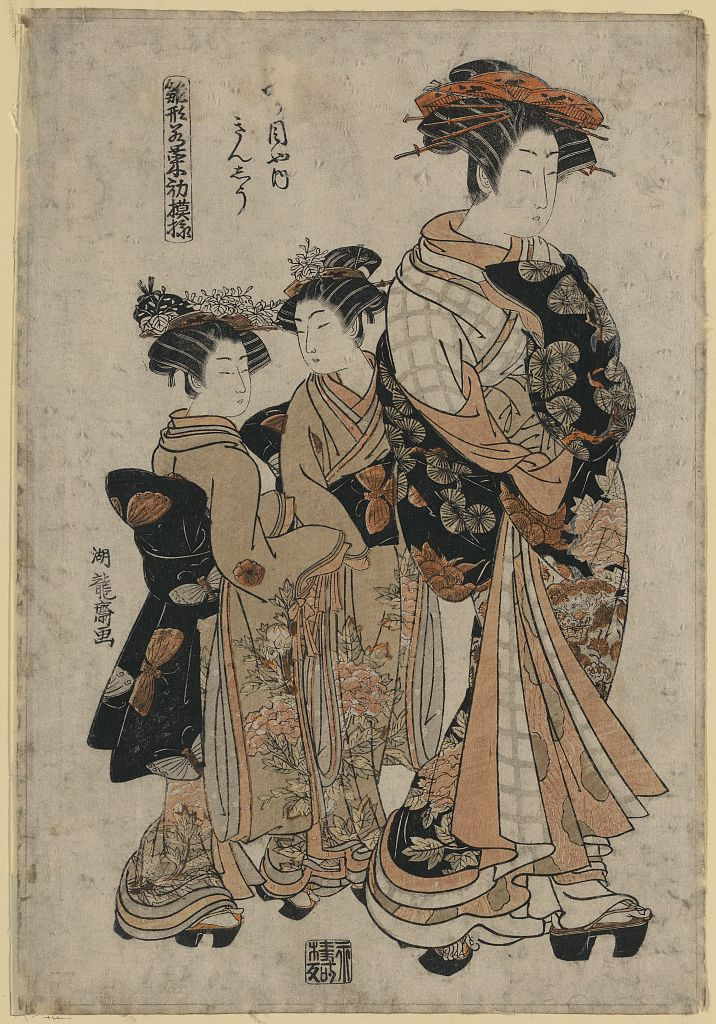
La Courtisane Kinshū de Yotsumei-ya (1775-1777) Library of Congress
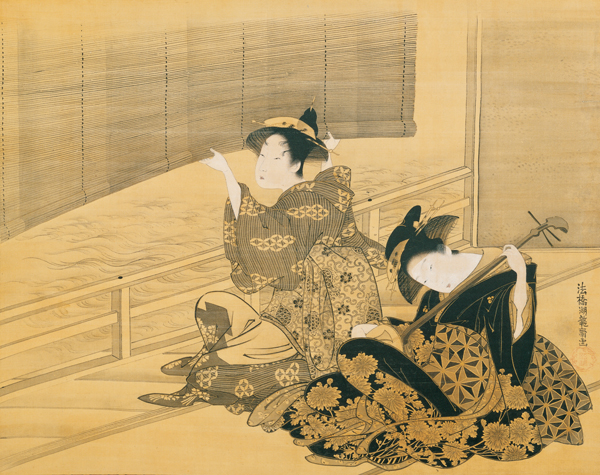
Courtisane jouant du Samisen (v. 1785) Musée d'Art Kimbell
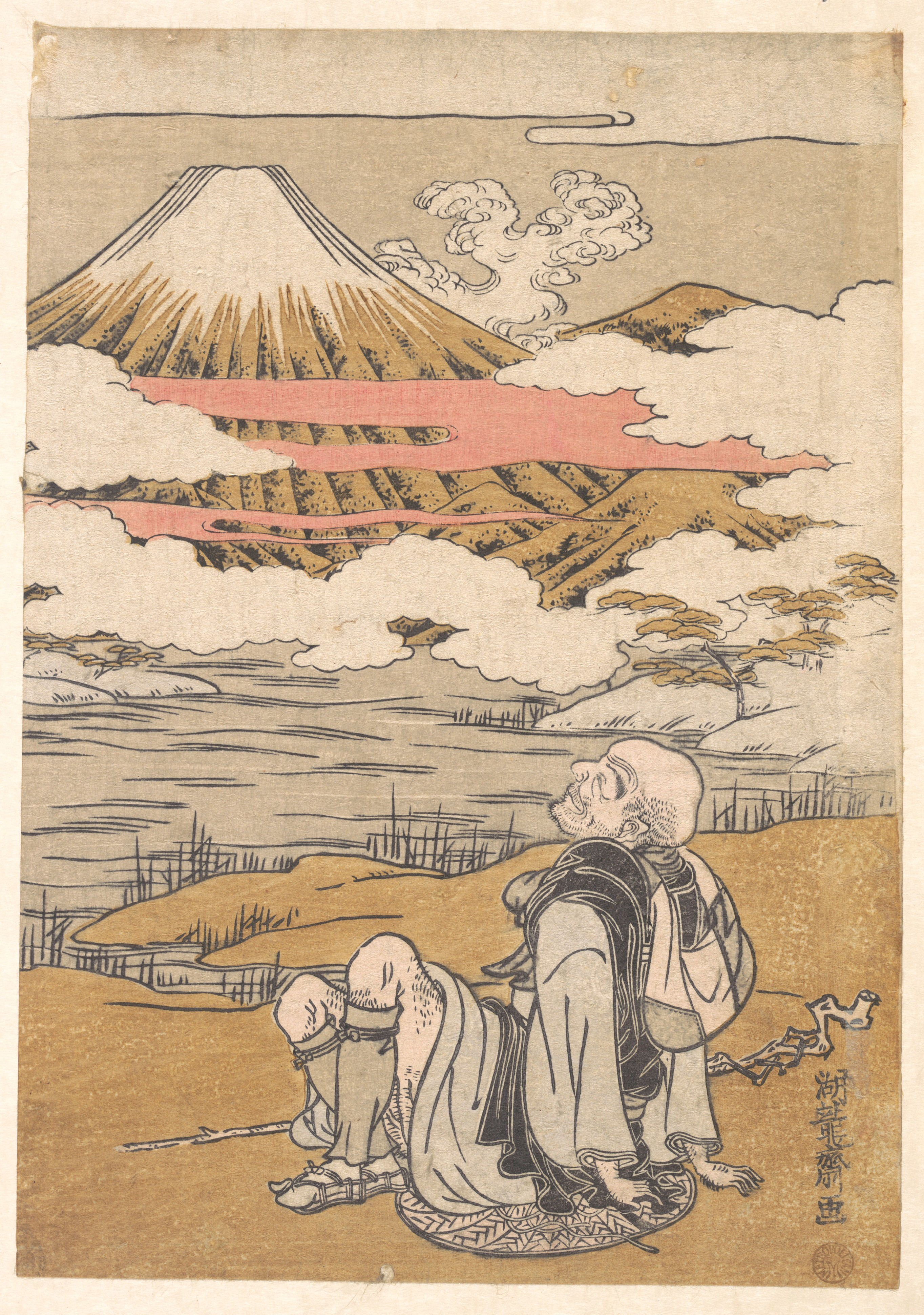
Fuji-mi Saigyo Metropolitan Museum of Art

#### Centrée
- (en) Allen Hockley, The prints of Isoda Koryūsai : floating world culture and its consumers in eighteenth-century Japan, Seattle, University of Washington press, 2003, 313 p. (ISBN 0-295-98301-9, BNF 39131204).
- (en) Inge Klompmakers, Japanese erotic prints : shunga by Harunobu & Koryusai, Leyde, Hotei, 2001, 160 p. (ISBN 90-74822-37-1, BNF 38903036).

#### Générale
- Louis Aubert, Les Maîtres de l'Estampe japonaise : Image de ce monde éphémère, Paris, Librairie Armand Colin, 1930.
- Richard Lane, L'estampe japonaise, Paris, Éditions Aimery Somogy, 1962.
- Nelly Delay, L'estampe japonaise, Éditions Hazan, 2004 (ISBN 2-85025-807-5).
- Hélène Bayou (trad. de l'anglais), Images du Monde Flottant : Peintures et estampes japonaises XVIIe : XVIIIe siècles, Paris, Réunion des musées nationaux, 2004, 398 p. (ISBN 2-7118-4821-3).
- Gisèle Lambert (dir.) et Jocelyn Bouquillard (dir.), Estampes japonaises, Images d'un monde éphémère, Paris/Barcelone, BnF, 2008, 279 p. (ISBN 978-2-7177-2407-3).
- Edwin O. Reischauer, Histoire du Japon et des Japonais (tome I), Éditions du Seuil, 1973 (ISBN 2-02-000675-8).
- (en) James Albert Michener, The floating world, University of Hawaii Press, 1983, 453 p. (ISBN 978-0-8248-0873-0, lire en ligne).
- (en) Howard Hibbett, The floating world in Japanese fiction, Tuttle Publishing, 2001, 232 p. (ISBN 978-0-8048-3464-3, lire en ligne).
- (en) Tadashi Kobayashi et Mark A. Harbison, Ukiyo-e : an introduction to Japanese woodblock prints, Kodansha International, 1997, 96 p. (ISBN 978-4-7700-2182-3, lire en ligne).